# Nikifor (prawosławny patriarcha Antiochii)
Nikifor – prawosławny Patriarcha Antiochii w latach 1084–1090.